# Rafael Morales (cầu thủ bóng đá)
Rafael Humberto Morales de Leon (sinh ngày 6 tháng 4 năm 1988) là một hậu vệ bóng đá người Guatemala hiện tại thi đấu cho Saprissa của Costa Rican Primera División.

## Sự nghiệp câu lạc bộ

### CSD Comunicaciones (2008-2014 and 2015-nay)
Morales bắt đầu sự nghiệp thi đấu cho Comunicaciones.

### Deportivo Saprissa (2014-2015)
Saprissa thông báo vụ chuyển nhượng Morales vào tháng 6 năm 2014. Anh ghi bàn đầu tiên in his debut against Mexican side León.

## Thống kê sự nghiệp
| Quốc gia                | Quốc gia       | Quốc gia   | Quốc nội     | Quốc nội     | Quốc nội | Quốc nội  | Quốc tế | Quốc tế   | Tổng | Tổng |
| Guatemala               | Guatemala      | Guatemala  | Giải vô địch | Giải vô địch | Cúp      | Cúp       | Cúp     | Cúp       | Tổng | Tổng |
| ----------------------- | -------------- | ---------- | ------------ | ------------ | -------- | --------- | ------- | --------- | ---- | ---- |
| Câu lạc bộ !\| Mùa giải | Số trận        | Bàn thắng  | Số trận      | Bàn thắng    | Số trận  | Bàn thắng | Số trận | Bàn thắng |      |      |
| Liga Nacional           | Comunicaciones | 2011-2012  | 41           | 5            | 0        | 0         | 5       | 1         | 46   | 6    |
| Liga Nacional           | Comunicaciones | 2012-2013  | 49           | 2            | 0        | 0         | 0       | 0         | 49   | 2    |
| Liga Nacional           | Comunicaciones | 2013-2014  | 39           | 2            | 0        | 0         | 2       | 0         | 41   | 2    |
| Tổng                    | Guatemala      | Guatemala  | 129          | 9            | 0        | 0         | 7       | 1         | 136  | 10   |
| Costa Rica              | Costa Rica     | Costa Rica | Giải vô địch | Giải vô địch | Cúp      | Cúp       | Cúp     | Cúp       | Tổng | Tổng |
| Câu lạc bộ !\| Mùa giải | Số trận        | Bàn thắng  | Số trận      | Bàn thắng    | Số trận  | Bàn thắng | Số trận | Bàn thắng |      |      |
| Costa Rican FPD         | Saprissa       | 2014-2015  | 14           | 0            | 3        | 2         | 4       | 0         | 21   | 2    |
| Tổng                    | Costa Rica     | Costa Rica | 14           | 0            | 3        | 2         | 4       | 0         | 21   | 2    |

### Bàn thắng quốc tế
Tỉ số và kết quả liệt kê bàn thắng của Guatemala trước.
| Bàn thắng | Thời gian           | Địa điểm                                             | Đối thủ                     | Tỉ số | Kết quả | Giải đấu                                     |
| --------- | ------------------- | ---------------------------------------------------- | --------------------------- | ----- | ------- | -------------------------------------------- |
| 1         | 25 tháng 3 năm 2016 | Sân vận động Mateo Flores, Guatemala City, Guatemala | Hoa Kỳ                      | 1–0   | 2–0     | Vòng loại giải vô địch bóng đá thế giới 2018 |
| 2         | 7 tháng 9 năm 2016  | Sân vận động Mateo Flores, Guatemala City, Guatemala | Saint Vincent và Grenadines | 1–0   | 9–3     | Vòng loại giải vô địch bóng đá thế giới 2018 |